# 1085 هـ
1085 هـ هي سنة في التقويم الهجري امتدت مقابلةً في التقويم الميلادي بين سنتي 1674 و1675.

## وفيات
- فخر الدين الطريحي